# Golftanglibel
De golftanglibel (Onychogomphus flexuosus) is een echte libel uit de familie van de rombouten (Gomphidae).
De wetenschappelijke naam van de soort werd in 1845 als Gomphus flexuosus gepubliceerd door Wilhelm Gottlieb Schneider. De Nederlandstalige naam is ontleend aan Libellen van Europa.